# Lead Experience Management
Lead Experience Management (en castellano Gestión de la Experiencia del Lead) es, en el contexto de Marketing, la parte de la gestión de la experiencia que se ocupa íntegramente del proceso de búsqueda, identificación, interacción y conversión de un Lead.
Conceptualmente es una estrategia de marketing que aprovecha las capacidades del Inbound Marketing, el Lead Management, el Marketing Automation y el Customer Experience Management. 
Se define como una disciplina de marketing y CRM cuyo propósito es determinar y ejecutar estrategias para que las personas que expresan un interés genuino por los productos de una empresa (Leads), se sientan lo bastante seguros en cada una de las interacciones con la marca como para tomar la decisión de iniciar, reanudar o ampliar una relación comercial con ella.
El Lead Experience Management (LEM) representa una manera de gestionar la experiencia de un Lead según su origen, su perfil, su conducta de búsqueda y de navegación, de cara a ser más relevantes, reducir el esfuerzo del Lead en su proceso de elección (Lead Effort Score) y conseguir que compre lo que necesita ya sea directamente en línea o en su establecimiento habitual.
Se basa en una idea distinta a la de otras disciplinas previas: dar servicio real al Lead incluso antes de que se convierta en cliente, y acompañarle en su proceso de decisión a través de los canales más apropiados en cada momento (email marketing, mensajes SMS o WhatsApp, telemarketing, teleconcertación, llamadas de ventas…), aportándole valor, comodidad y confianza más allá de la compra.
El Lead Experience Management comparte con el CEM o CMX que la persona que busca un producto o servicio necesita ante todo que su experiencia sea fácil y que la empresa reconozca y actúe en función de sus necesidades concretas.
Por tanto, un proyecto de Lead Experience Management se aborda desde la perspectiva de Lead Experience Engineering, o sea, se enfoca hacia la gestión activa y consistente de todos los contactos con el Lead, a fin de mejorar la interacción y la experiencia con la marca.

## La captación o conquista de clientes
En la primera década del siglo XXI, la capacidad de una empresa para aumentar su base de clientes comenzó a determinar gran parte de su éxito a medio y largo plazo. Por tanto era necesario considerar la captación de clientes como un proceso continuo y evolutivo.
La captación de clientes implica identificar, atraer y convertir a potenciales clientes interesados en una marca. A esos potenciales que se interesan por se les denomina Leads. La gestión de leads implica un gran número de procesos encaminados a convertirlos en clientes, o en repetidores.
En los últimos tiempos la atención se ha centrado con tal fuerza en la retención de clientes, que la captación se ha convertido en una cuestión secundaria. Los estudios muestran cómo las empresas no son especialmente hábiles en gestionar los procesos de adquisición de clientes. Prueba de ello es que menos del 50% de las empresas tiene un plan de captación de clientes dedicado. Aun así, los equipos directivos coinciden en que la captación de clientes en un asunto de suma importancia y exige atención como primera etapa del ciclo de vida del cliente. En ausencia de una buena gestión de la captación de clientes, las empresas no son capaces de alcanzar sus objetivos últimos de retención y desarrollo de clientes. Ang y Buttle realizaron un estudio en 732 empresas en 2010 para identificar las prioridades de las empresas en materia de captación de clientes. Los hallazgos indicaron que los objetivos más comunes en adquisición de clientes son: aumentar ingresos provenientes de nuevos clientes (84%), el volumen de nuevos clientes captados (65%), captar clientes específicamente seleccionados (57%) e incrementar los márgenes de ventas a nuevos clientes.
La realidad es que convertir Leads en clientes es cada vez más difícil, a la vez que es de una importancia creciente para los departamentos de marketing. Más aún si se tienen en cuenta las grandes inversiones que se realizan en publicidad en línea (nativa, performance, SEM, remarketing), y que inevitablemente están comenzando a menguar por falta de retorno.
En esencia, la gestión de captación de clientes se apoya en métodos, sistemas y prácticas para gestionar prospectos o Leads atraídos a través de una gran variedad de técnicas de marketing tales como campañas de publicidad digital, estrategias SEO, retargeting, entre otras.

## Relación entre captación y retención
La captación y la retención de clientes no son procesos independientes. En contra de la creencia popular, la gestión eficaz del valor del cliente no debería enfocarse únicamente en los esfuerzos de retención sino también en la captación. Porque la empresa que capta los clientes equivocados tendrá dificultades a la hora de retener y hacer crecer el valor de su base de clientes. Cada vez que se capta un cliente, el valor incrementa por varias causas. Primero, el cliente añade un flujo de futuros ingresos a través de la relación con la empresa. Segundo, porque este cliente puede generar un efecto boca-oreja (positiva o negativa) y actúa como un vendedor de la empresa.
A menudo la adquisición de clientes parece ser la actividad de menor rendimiento en el ciclo de vida del cliente, mientras esta requiere de una inversión notable por nuevo cliente y campaña específica. Pero cuando se trata de adquisición de clientes, una compañía no debería considerar los ingresos a corto-plazo, sino también cómo las estrategias de captación pueden generar resultados a largo-plazo como el valor de vida del cliente o customer lifetime value (CLV). Es decir, tanto los esfuerzos de adquisición (o cómo la empresa capta un cliente) como los esfuerzos de retención (cómo una empresa mantiene un cliente) influencia el valor del cliente. Lo que las organizaciones hacen en adquisición de clientes define el valor a largo plazo de su clientela: desde la composición de la base de datos de clientes hasta la rentabilidad de sus clientes activos o el éxito de los esfuerzos de retención y recuperación posteriores.
Los modelos más recientes de CLV consideran el valor de vida esperado tanto de clientes activos como de clientes potenciales, y por lo por lo tanto incorporan la captación y la retención en el mismo modelo.Es importante diseñar estrategias para convencer efectivamente a nuevos clientes y mejorar las campañas de marketing. Esto ofrece la oportunidad de reunir diferentes tipos de clientes y mejorar las relaciones con los clientes actuales dentro de un mismo contexto.
Adicionalmente, la imposibilidad de separar la retención de la adquisición representa una de las diferencias más notables entre el CRM tradicional y el Social CRM.

## Qué es unLead
De todos los términos en marketing, Lead es de lejos el más incomprendido y erróneamente utilizado. Por definición, un Lead comercial es alguien que encaja en el perfil de un cliente ideal, ha sido cualificado y está preparado para comprar. El problema es que la primera parte suele depender de un departamento y la segunda de otro, y sus objetivos a menudo no son los mismos. Dicho de otro modo, un Lead es una solicitud que ha sido cualificada.
Los Leads de ventas son la esencia vital de los esfuerzos de marketing de toda organización. Sin embargo, a menudo son subestimados e infrautilizados por las empresas. Éstas invierten miles de euros adquiriendo Leads y en cambio fracasan a la hora de maximizar su potencial, perdiendo así ventas, y dinero, por un tratamiento ineficaz de los mismos.
Una persona se convierte en Prospecto cuando está dispuesta a ceder sus datos personales a fin de estar en contacto con una compañía. La generación de Leads es el proceso de capturar la necesidad activa del comprador mientras está en proceso de búsqueda, y de proporcionar información para ayudarle a resolver sus problemas. En la práctica, le generación de Leads es el proceso de recoger información del cliente potencial para que la compañía pueda poner en marcha actividades de marketing y ventas que le conviertan en un cliente de pago. La publicidad tradicional es todavía el medio más eficaz tanto para construir marca como para generar nuevos Leads. Es la gestión de esos Leads lo que marca el éxito de una estrategia de adquisición'.

En definitiva, un Lead es un prospecto que muestra interés de compra pero no ha sido aún evaluado como posible comprador a corto plazo. Cuando una persona visita un website, o intercambia información de contacto con la marca, empezará a ser tratado como un Lead Frío. 
En el momento en que el equipo de marketing y CRM le segmenta siguiendo ciertos criterios tales como la cantidad de interés que muestran en el producto (información de conducta) o hasta qué punto encaja con el perfil demográfico, o la calidad de los datos que ha cedido, son convertidos en Marketing-qualified Leads (MQL). Una vez los Leads están preparados para ser transferidos a ventas, puede haber un paso adicional de cualificación. el proceso de cualificación consiste en evaluar el interés real y el horizonte de compra. Los representantes de ventas contactan con los individuos y determinan si cumplen los criterios mínimos para convertirse en una oportunidad de venta. La persona debe tener la capacidad y el presupuesto para tomar la decisión de compra en un periodo de tiempo corto. Si un individuo cumple estos criterios, él o ella son cualificados para la venta, llamados Sales-qualified Leads (SQL). Sólo entonces se convierte en una oportunidad real y es asignado a un ejecutivo de ventas. Este proceso se denomina conversión de Leads. La mayoría de los SQLs son seguidos por los representantes de ventas, y resultarán bien en ventas exitosas (cerrados positivos) o Leads descartados (cerrados negativos)
Un Lead contiene habitualmente información que el vendedor necesita para efectuar un primer contacto con el cliente potencial. La gestión de Leads comprende una serie de procesos organizados para asegurar que todos los Leads generados y cualificados son tratados por el departamento de ventas. Por tanto el Lead Management es el proceso de identificar y cualificar Leads a fin de hacer crecer el nuevo negocio. Dicho de otro modo, es un proceso por el que las organizaciones priorizan y consolidan la información de prospectos. Esto proporciona una lista de contactos para que los vendedores la procesen.

## La gestión de la experiencia y la vinculación delLead
El Lead Experience Management se basa en al gestión de la experiencia, con el objetivo último de conectar emocionalmente con el Lead y propiciar la decisión de compra.  
Las Compañías que quieran ofrecer una experiencia de marca excelente necesitan alinear sus tecnologías y cultura corporativa en torno al cliente. Las organizaciones necesitan comprender las necesidades, preferencias y conducta de compra de sus clientes, a fin de planificar y ejecutar interacciones que creen la mejor experiencia posible para sus clientes. De ahí que la estrategia de marketing necesite enfocarse en la calidad de la experiencia y no solo en la calidad del producto, canal o servicio.
Desde la compra en supermercados hasta la venta telefónica, las comunicaciones de marketing o el comercio electrónico, cada punto de contacto con el cliente brinda a las compañías una oportunidad para maximizar la experiencia del cliente y establecer un vínculo que difícilmente ser romperá.
La experiencia de marca se define como las sensaciones, sentimientos, pensamientos y respuestas conductuales evocadas por un estímulo relacionado con la marca. Los profesionales de marketing se han dado cuenta de que comprender la manera en que los consumidores experimentan la marca, es crítico para desarrollar estrategias de marketing de productos y servicios.
Las empresas solían poner el foco en fabricar productos y servicios nuevos, mejores o más baratos. Sin embargo las reglas han cambiado, El juego consiste en crear experiencias emotivas y sorprendentes para los clientes alrededor de lo que sea que se vende. Es la experiencia lo que cuenta, no el producto. Usando un enfoque holístico de las experiencias del cliente, es necesario reconocer que un experiencia de cliente no está limitada a la interacción del cliente con el establecimiento. Más bien, es modulada por una combinación de experiencias que evolucionan en el tiempo, incluyendo las fases de búsqueda, compra, consumo y post-venta.

La influencia de la experiencia digital para el consumidor es cada vez más importante. Los profesionales en línea saben que crear una experiencia en línea cautivadora para los clientes digitales es crítico para crear una ventaja competitiva en Internet. 
Los consumidores que logran fluir por la red están tan implicados en el acto de navegar online que descartan aquellos pensamientos y percepciones que no les son relevantes para la navegación, poniendo el foco enteramente en la interacción. El grado en que la experiencia online es atractiva puede ser determinada, medida y bien relacionada con variables importantes de marketing. Se ha encontrado una relación significativa de dicha experiencia con variables de conducta del consumidor, incluyendo la compra online y conducta web, como por ejemplo hasta qué punto los consumidores buscan información de un producto y participan en salas de chat.
En la medida en que el Lead se siente conectado a la experiencia de marca, se produce un efecto denominado Customer Engagement. El Customer Engagement es definido como la intensidad de participación y conexión de un individuo con las ofertas y actividades de una organización, iniciadas bien por el cliente o bien por la organización.

Desde un punto de vista científico, Customer Engagement es un estado psicológico, que ocurre en virtud de experiencias interactivas con un agente/objeto (e.g., una marca) en el marco de relaciones específicas de servicio. 
Ocurre bajo un específico marco contextual dependiente de condiciones que generan diferentes niveles de vinculación. Y existe como un proceso dinámico, iterativo, en torno a relaciones de servicio que generan valor. El customer engagement juega una función principal en una red nomológica que gobierna relaciones de servicio en las cuales otros conceptos relacionales (e.g. implicación, fidelidad) son antecedentes y/o consecuencias en procesos iterativos. Es un concepto multidimensional sujeto a un contexto, expresión específica de dimensiones cognitivas, emocionales y/o conductuales relevantes.
Es importante entender que las conductas de vinculación van más allá de las transacciones, y puede ser específicamente definidas como un manifestación conductual del consumidor que tiene foco en una marca o empresa, resultado de disparadores motivacionales. Dichas manifestaciones conductuales pueden ser tanto positivas (i.e., escribir un mensaje de positivo de marca en un blog), como negativas (i.e., organizar actividades públicas contra una empresa).

## Diferencias respecto al Marketing entrante o Inbound Marketing tradicional
Para entender bien la transformación que supone el LEM frente a otras disciplinas que están ahora en boga como el Mercadotecnia de atracción, es conveniente hacer un ejercicio comparativo que permita aclarar conceptos.
El término Inbound Marketing fue creado y desarrollado por Brian Halligan y Dharmesh Shah en el año 2006, definiéndolo como un enfoque dirigido a atraer clientes a través de contenidos e interacciones que les son relevantes y de ayuda. En detalle, la generación de leads entrantes es el proceso de atraer a compradores activos en etapas tempranas de su ciclo de compra, para convertirles en prospectos a través de diferentes tipos de vinculación. Según los creadores de la palabra Inbound Marketing, para tener éxito y hacer crecer las ventas e ingresos, las organizaciones deben adaptar la forma de hacer marketing a la manera en que sus prospectos buscan, procesan, deciden y compran sus productos. Eso es lo que el Lead Experience Management permite a las empresas.
A diferencia del Inbound Marketing el Lead Experience Management tiene un enfoque más holístico enfocado a la experiencia, más allá de los procesos y los datos. A continuación se resumen las diferencias más notables entre ambas disciplinas.
| Inbound Marketing | Lead Experience Management |
| --- | --- |
| El inbound marketing empieza cuando el cliente entra en una web o landing y cede sus datos.                                 | El LEM se inicia en cualquier impacto que la marca realice sobre un potencial cliente, ya sea en línea u offline.             |
| Se basa en la generación y entrega de contenidos previo registro.                                                           | Realiza un mapeo granular de la experiencia real del Lead para aportar valor real.                                            |
| Gestiona las interacciones con los clientes para optimizar el volumen de leads. Prima la cantidad.                          | Gestiona las interacciones con cada lead para optimizar su experiencia en cada momento y punto de contacto. Prima la calidad. |
| Es impulsado por los procesos y los datos.                                                                                  | Es impulsado por la interacción y la experiencia del lead.                                                                    |
| Su propósito es crear procesos eficientes, programas y comunicaciones para mejorar la gestión de leads.                     | Su propósito es proporcionar experiencia óptima para cada lead, según su momento de compra.                                   |
| Se articula y mide a través de plataformas de Inbound Marketing generalmente enfocadas a procesos básicos de interacción.   | Se articula y mide a través de herramientas de LEM altamente sofisticadas.                                                    |
| Utiliza scorings opináticos según el tipo de interacción del cliente.                                                       | Usa algoritmos basados en redes neuronales para crear scorings.                                                               |
| Sus canales de entrada se centran en el canal web y se basan fundamentalmente en Landings y envíos de correos electrónicos. | Se basan en la multicanalidad, incluyendo telemarketing y tráfico en establecimientos físicos.                                |
| El tratamiento de los leads se basa fundamentalmente en el email marketing                                                  | Se establecen flujos de contacto multicanal, derivando a los leads al canal más apropiado.                                    |
| Realizan un tracking del lead en la parte digital que monitorizan.                                                          | Ejecutan tracking end to end del lead incluyendo interacciones offline (integración CRM)                                      |
| El inbound marketing termina cuando el Lead convierte.                                                                      | Cuando un lead convierte, sigue siendo un Lead, aunque con altas probabilidades de recompra.                                  |

## El papel del Social CRM en el Lead Experience Management
Muchas empresas que buscan incorporar los medios sociales en sus esfuerzos de captación de clientes, comienzan por subir sus anuncios a YouTube, lanzar promociones en Facebook o proporcionar información de sus productos en la Wikipedia. Los clientes con un nivel reducido de vinculación podrían simplemente consumir esa información, o podrían interactuar con ella haciendo “Like” o compartiéndolo (e.g., on Facebook, YouTube o Twitter) Estas acciones pueden ayudar a las empresas a crear notoriedad y cambiar actitudes entre los clientes potenciales, a la vez que contribuyen a la adquisición de nuevos clientes.

El Social CRM es la estrategia de negocio que conecta con los clientes a través de los medios sociales con el objetivo de construir confianza y fidelidad a la marca. 
Los medios sociales habilitan a la marca a extender su personalidad y conectar con los consumidores en sus propios términos, en el momento en que quieren, mientras juegan, mientras trabajan, mientras viajan y a través de los canales que ellos eligen. El contenido, diseñado para entretener, informar, educar y proporcionar insights, puede ser diseñado para conectar con los consumidores, comunicar de manera relevante con aquellos que muestran interés y convertirles a compradores e incluso promotores de marca.
La lista de medios sociales se expande cada día, pero puede categorizarse del siguiente modo:
- Websites de marca
- Buscadores (por ejemplo, Google, Bing)
- Blogs
- Redes sociales como Facebook, LinkedIn, Twitter, Digg, Ning
- YouTube
- Aplicaciones para compartir fotos (for example, Flickr)
- Aplicaciones móviles
- Redes sociales basadas en localización
- Canales de agregación (por ejemplo, websites de comparación de precios)
- Sitios web de evaluación de productos
- Webinars
- Grupos de discusiòn y foros
- Eventos (on y offline)

El Lead Experience Management se ocupa de analizar todas las interacciones, especialmente las digitales y sociales mencionadas anteriormente, a fin de maximizar y optimizar la experiencia del Lead en busca de su conversión, en el momento y lugar más adecuados.

## Arquitectura de un proyecto de LEM
El Lead Experience Management implica una serie de procesos en torno a una base de datos relacional. Estos procesos son, típicamente: Lead Tracking, Lead Rating, Lead Handling, Lead Engagement y Lead Reporting.

### Monitorización deLeadso Lead Tracking
Mucho antes de que se empezara a hablar del BIg Data, John Hagel y Marc Singer, autores del libro “Net Worth: the emerging role of the informediary in the race for customer information”, mantenían que el éxito de una empresa dependería de la información que fueran capaces de recoger de las interacciones en línea.
Son demasiadas las empresas, incluidas muchas compañías punteras que están surgiendo en Internet, que no se han centrado lo suficiente en el valor de los perfiles de los clientes. Quien posea el control de los perfiles de los clientes online será quien determine los ganadores y los perdedores de esta nueva era.
Este es el valor de partida del Lead Tracking, una manera de recopilar información declarada y de conducta de los Leads cuándo éstos navegan, chatean en línea, hablan con un call centre, aterrizan en una Landing Page o adquieren un producto en línea, usando las mismas técnicas que los buscadores mediante pixeles de seguimiento de páginas para realizar el análisis web. La gran diferencia es que el Lead Experience Management no lo hace a nivel usuario anónimo, lo hace a nivel persona. 
Es decir, las herramientas de LEM recogen toda esa información asociada a un formulario, creando un perfil personal del lead que va mucho más allá de lo declarado.

#### Trazabilidad web
En el momento en que un usuario se convierte en Lead, las herramientas de gestión de Leads permiten 'agregar automáticamente información' de su origen, su conducta de navegación, sus conversaciones con el Call Centre, sus compras en línea, las palabras que usó en su buscador para encontrar el producto, y por supuesto, los datos que ha declarado en formularios. Toda esta información se almacena en un único repositorio de cara a automatizar la gestión del Lead y la maximización de la conversión. 

#### Integración de sistemas
Todos los datos anteriores son de un alto valor para las organizaciones, pero no lo son menos los que ya tienen almacenados en sus sistemas de CRM. La integración del CRM de las empresas en el proceso permite fusionar toda la información recogida del Lead y mejorar la segmentación de las acciones y campañas que tengamos planificadas para su conversión.
Este es un aspecto central en Lead Experience Management por muchas razones. No se puede ignorar el hecho de que numerosos Leads son ya clientes (han comprado con anterioridad) y otros son antiguos Leads. Esto es importante por dos motivos: porque no es aconsejable tratar a un cliente como si no lo fuera, y porque en sectores como el de automoción, por ejemplo, se sabe que un cliente convierte hasta siete veces mejor que un Lead que nunca ha hecho negocios con la marca.

#### Social Tracking
La integración con los medios sociales es capaz de mejorar de forma exponencial la cualificación de los Leads a través del Social Login. Se trata de conectar el registro en los websites de la organización, las apps móviles, los eventos de la marca e incluso la conexión Wifi en los establecimientos a fin de capturar información tan valiosa como los intereses del Lead, su actividad social, su nivel de influencia, los lugares que ha visitado o sus marcas y productos favoritos.
Los expertos suelen estructurar esta gran cantidad de datos en 6 categorías:
- Afinidad hacia cada una categoría de interés determinada
- Marcas favoritas, productos y comunidades a las que sigue
- Nivel de influencia, vinculación emocional con una marca y afinidad promocional
- Perfil Profesional y Educativo
- Localizaciones y Check-ins
- Apps favoritas y plataformas

#### Call Tracking
Las organizaciones se han percatando de que el Teléfono es una valiosa herramienta de captación de datos, si se utiliza adecuadamente. Gracias al Call Tracking, los operadores telefónicos tienen acceso a información de apoyo a la venta como: el origen de los Leads, las páginas que han visitado antes de llamar o si ya expresaron interés por la marca con anterioridad. Datos que no sólo mejoran todo el proceso de conversión sino que proporciona herramientas comerciales de gran calidad a la fuerza comercial.

### Valoración deLeadso Lead Rating
Uno de los logros que persigue todo departamento de marketing es mejorar sus resultados sin aumentar la inversión. Para conseguirlo, bien puede afinar más el profiling y el targeting, de cara a generar Leads de mejor calidad, o bien puede mejorar los ratios de conversión de los Leads que entran en el embudo de ventas. 
El Lead Rating, también llamado Lead Scoring, determina el interés potencial de los Leads de una organización. La información recogida es un aspecto básico para estimar con precisión la probabilidad de compra, y por tanto para invertir más o menos recursos en la estrategia de conversión.
Para ello son necesarias técnicas de minería de datos que permitan asignar un peso a cada variable y segmentar adecuadamente los Leads optimizando la experiencia de cada Lead sin invertir más de lo necesario. Las empresas que usen la segmentación de manera consistente e inteligente, conocerán los drivers de sus potenciales clientes con bastante precisión.

#### Lead Scoring
La valoración de los leads, también llamado Lead Rating o Lead Scoring, determina el interés potencial de un Lead en un producto o servicio. El Lead Scoring es un proceso por el cual las empresas puntúan los Leads para indicar si un Lead está caliente (preparado para comprar), templado (comprará pronto), o frío (interesado pero sin intención inmediata de compra) Como es lógico, alguien que tiene una conversación con un representante de ventas en una exposición, ve una demostración de producto y responde preguntas acerca de su presupuesto, capacidad, necesidad y momento de compra, está cerca del momento de compra. Cuantos más Leads calientes o Hot Leads entren en el ciclo de ventas, más conversiones se pueden esperar.
Cualificar un Lead es un proceso que implica hacer preguntas para determinar la probabilidad de que una persona se convierta en cliente. Un Lead es alguien con el presupuesto, la autoridad, la necesidad y el tiempo (BANT) para realizar una compra. En otras palabras, la persona que tiene el dinero y la autoridad para tomar la decisión, y necesita el producto que ofrece el vendedor en un periodo corto de tiempo.
Pero el Lead Scoring no depende únicamente de hacer preguntas. Un cliente potencial que visita el sitio web de la compañía, se descarga un informe sobre cómo resolver ciertos problemas y luego hace clic en un enlace en un correo electrónico de seguimiento para ver una demo de una oferta, ha mostrado un nivel significativo de interés en el producto. Es posible que no haya contestado ninguna pregunta relativa a BANT (budget, authority, need, and time). Sin embargo, la conducta del usuario indica un fuerte interés.
Las empresas utilizan herramientas para analizar las transacciones de compra, estudios de Mercado y datos demográficos asociados a toda la base de datos de clientes.  Combinan la información con los datos de navegación para entender las preferencias de canales de los consumidores así como otras variables de marketing.
El ciclo comienza con un Lead, que a menudo no es más que información de contacto de alguien que podría estar interesado en la compra. Para hacer seguimiento del Lead, suele recurrirse al teléfono o la visita comercial para hablar con la persona identificada como Lead. Esta etapa del proceso se denomina aproximación. En muchos sectores hay una etapa de pre-aproximación que realizan call centres externos de cualificación de Leads. Durante la aproximación, el comercial se presenta a sí mismo y a la compañía. Si el comprador muestra interés, el vendedor da el siguiente paso en el proceso de ventas.
Un Lead es una persona ha expresado su interés en una oferta, pero es demasiado pronto para determinar si va a comprar. Ha accedido a hablar con el vendedor y posiblemente escuche el argumentario de ventas o participe en el proceso de identificación de necesidades. Durante la fase de detección de necesidades, el vendedor está tratando de cualificar al comprador como Hot Lead.
Hay dos enfoques a la hora de puntuar a los Leads: un enfoque manual y otro probabilístico. El manual implica analizar cómo son los clientes actuales y establecer manualmente el peso de las variables recogidas de los Leads. El probabilístico consiste en diseñar modelos de análisis que comparen las características y conducta de los Leads que han convertido con las de aquello que no lo hicieron, y asignar un Score a los nuevos Leads entrantes según esas mismas variables.
Desde el enfoque probabilístico se pueden utilizar dos modelos, llamados DQM (Direct Qualification Model) y FFM (Full Funnel Model), a fin de hacer un ranking inicial de Leads basado en su probabilidad de conversión a una oportunidad de ventas, probabilidad de éxito de venta y/o ingresos esperados. Ambos modelos se entrenan a partir de toda la información recogida en las interacciones registradas. Una vez entrenados, estos modelos pueden reemplazar a los sistemas manuales de scoring de Leads tradicionales, que no están sujetos a técnicas probabilísticas.
Esta aproximación probabilística encuentra Leads de alta calidad que están en momentos más precoces del proceso de compra porque se enfocan en características que miden el encaje de los potenciales clientes con el comportamiento de compra conocido, además de la conducta registrada. 
Los modelos de adquisición pueden usarse para reconocer Leads potencialmente más rentables a través del hallazgo de clones de actuales clientes en la base de datos de prospectos. Los modelos predictivos pueden usarse para guiar los esfuerzos de captación. Sin embargo, una dificultad típica con estos modelos es la disponibilidad de datos. De ahí la importancia de capturar información como el origen o la conducta de navegación para mejorar los modelos de scoring.
El Lead Scoring es un método utilizado para evaluar la probabilidad de que los Leads conviertan. El paquete estadístico R proporciona una variedad de librerías para modelos de Análisis Predictivo utilizados para predecir la conversión de Leads, e incluye:
- Algoritmos de Regresión Logística, usados para realizar scoring básicos.
- Árboles de función recursiva y conversión de árboles en reglas.
- Técnicas RandomForest para identificar atributos predictivos de Leads (varImp)
- Redes Neuronales artificiales, cada vez más utilizadas por su capacidad de aprendizaje continuo.
- Redes bayesianas para comprender las relaciones causales entre los parámetros de scoring.

Cuando un lead obtiene un score alto, la probabilidad de conversión a ventas es mayor. Y al contrario, si un Lead tiene un score bajo, significa que dicho lead tiene pocas posibilidades de convertir a corto plazo y puede ser tratado con menos recursos.

#### Data Mining
El Lead Scoring suele basarse en algoritmos matemáticos que analizan factores como el origen del Lead, las palabras clave (keywords) que ha usado en su buscador, las páginas que ha visitado, la duración de la visita, etc. Dichos algoritmos muestran el peso relativo de cada variable en la conducta buscada, es decir, en la conversión. Para unas empresas, la conversión a Leads traspasados es la variable dependiente (conducta buscada), mientras que para otras, lo es la conversión a visitas o ventas. 
Tradicionalmente se han utilizado diferentes modelos predictivos de clasificación como los análisis CHAID, análisis discriminante o las redes neuronales artificiales. Son estas últimas las que se están imponiendo en la carrera por la predicción de conductas, ya que su capacidad para ser entrenadas hace posible dar con la mejor combinación posible de variables de predicción.

#### Personalización avanzada
Aunque el Lead Rating es la pieza central en la segmentación cuando se trata de realizar un seguimiento de los Leads, para ser relevantes de cara al Lead, es preciso avanzar en los procesos de personalización. Es decir, para incrementar la probabilidad de que un Lead convierta es necesario tratar a cada Lead de una manera diferente.
El Lead Experience Management permite a las compañías generar información sobre los Leads, almacenarla y a partir de ese momento, personalizar teniendo en consideración variables como:
- Origen: campaña de origen, palabras clave empleadas, proveedor….
- Perfil declarado: datos rellenados por el cliente en formularios
- Perfil social: afinidad, intereses y nivel de influencia en las redes sociales (extraído a través del Social Login)
- Conducta web: patrón de navegación, páginas visitadas y acciones realizadas en la página.
- Perfil de compra: compras pasadas, productos en los que se interesó en el pasado, entre otros datos (extraído del CRM)

Esta información, con ayuda de las herramientas apropiadas, permite a las organizaciones planificar las acciones de seguimiento de una manera relevante y eficaz de cara a la conversión.

### Tratamiento deLeadso Lead Handling
Todos los Leads generados por una organización han de ser tratados de forma segmentada y personalizada. La diferencia entre la segmentación y la personalización es la siguiente: mientras la primera se utiliza fundamentalmente para asignar recursos, la segunda se usa para garantizar la relevancia de los contenidos, mensajes y acciones de conversión. Sea como fuere, todo Lead presenta oportunidades de contacto que debemos planificar cuidadosamente.

#### Lead Journey Mapping
Una gestión eficaz del ciclo de vida de cliente requiere tener una visión centrada en el cliente, escuchando la voz de los compradores, invirtiendo en la relación con ellos y comunicándose de manera consistente para establecer relaciones de beneficio mutuo. El LEM es por tanto una disciplina de marketing relacional, ya que busca interacciones con un fin concreto: mejorar la experiencia de Lead, y en último término, su conversión. Una vez identificado, educado, conectado y cualificado, el Lead se deriva, bien a un vendedor, o bien a una página de compra.
Puesto que el marketing relacional se enfoca en compromiso, empatía y confianza, es considerado como de naturaleza estratégica, emocional y conductual; por otro lado, la gestión de relaciones es considerada como más táctica, de gestión, porque se enfoca en construir y mantener relaciones beneficiosas con los clientes.
En cualquier caso, el proceso puede implicar varios pasos, según el momento en que se encuentra el Lead en el ciclo de compra. Es decir, las empresas pueden planificar las fases de ciclo de compra del Lead e identificar la información que necesita en cada fase. Y basándose en esa información, pueden diseñar los contenidos para proporcionar al Lead lo que necesita en cada momento para mejorar la conversión.
Un Lead Journey Mapping o mapa de contactos es una representación gráfica que refleja todos los momentos en los que puede haber una interacción con el lead, ya sea en la tienda, por teléfono, en las redes sociales, las landings, los buscadores o en el website corporativo, y determina el objetivo y el papel de la marca en cada punto.
El (re)diseño del ciclo de compra del cliente obliga a las compañías a decidir cómo deberían enfocar la inversión y el esfuerzo en cada punto de contacto. Para construir un mapa de contactos con el cliente verdaderamente útil, los directivos necesitan reunir información del cliente e identificar puntos de contacto críticos y puntos menos importantes.

Los puntos de contacto suelen ser representados en mapas de contactos acorde con un proceso lineal de tiempo. La línea de tiempo es entonces separada en tres periodos: pre-servicio, servicio y post-servicio. 
El periodo pre-servicio se refiere a las experiencias que tiene un cliente antes de que el servicio real comience. Una vez identificados todos los puntos de contacto con el cliente en cada periodo, los directivos deben desarrollar categorías estratégicas, a lo largo del llamado eje vertical, que ilustra las iniciativas estratégicamente relevantes que son asociadas a cada punto de contacto. Las categorías estratégicas deben desarrollarse como un viaje emocional que tiene en consideración los pensamientos, creencias, sentimientos y emociones que no pueden ser observados directamente.
En dicho gráfico se pueden observar distintas casuísticas:
- Momentos dulces: donde el Lead se siente bien y tiene una predisposición favorable hacia la marca.

- Momentos amargos: donde el Lead encuentra dificultades o experiencias negativas que hacen que se replantee su continuidad en el proceso.

- Momentos críticos: son puntos clave de resistencia o frustración en los que debemos actuar rápidamente para evitar la fuga de los Leads.

Una vez identificados, es preciso analizar la manera en que se pueden mejorar los momentos amargos y saber qué está pasando en los momentos críticos para determinar qué sienten los clientes en cada paso y cómo eso afecta a su percepción de la marca y su decisión de compra.
Por tanto, para las empresas es importante identificar estos momentos a través de la investigación cualitativa, y crear planes de choque para mejorar la experiencia y añadir valor. De esta forma, el proceso de Lead Journey Mapping exige una estrategia específica para generar valor añadido al Lead en cada punto de contacto.

#### Flujos multicanal
La cualificación de un Lead es uno de los procesos más costosos de la estrategia de conversión, por lo que la gestión multicanal de los Leads tomar especial relevancia. 
La gestión multicanal del cliente consiste en el diseño, implementación, coordinación y evaluación de los canales a través de los que una empresa interactúa con sus Leads, con el objetivo de potenciar el valor del cliente en los esfuerzos de captación, retención y desarrollo.
La posición ideal de una empresa sería la de completar la integración de datos del cliente (CDI), o una vista integrada y única del cliente a través de los distintos canales. Se han identificado cinco retos a la hora de afrontar la gestión multicanal del cliente:
- Integración de datos
- Comprensión de la conducta de compra
- Evaluación de canales
- Asignación de recursos en los distintos canales
- Coordinación de estrategias por canal

Los procesos de integración multicanal son sin duda uno de los más importantes en CRM porque toman los fundamentos de la estrategia de negocio y los procesos de creación de valor y los traducen en actividades de valor añadido con clientes y prospectos.
Los flujos multicanal tienen en cuenta tanto el Lead Scoring como el Lead Journey Mapping, a fin de automatizar y optimizar los contactos con cada lead en función de la probabilidad de conversión y el momento en el que se encuentra. Por ejemplo, una empresa podría decidir que los clientes con una puntuación alta que ya han recibido y descargado el catálogo que han solicitado, reciban una llamada de cualificación. En cambio, aquellos con una puntuación baja que además no se han descargado dicho catálogo, seguirá una ruta del flujo diferente, siendo cualificado con medios electrónicos.
Esto es precisamente lo que permiten los flujos de contacto multicanal: la automatización de los impactos usando distintas vías de comunicación:
- Correo electrónico
- SMS o WhatsApp
- Mensajes de Twitter / Facebook
- Llamadas de Call Centre
- Llamadas de la Red comercial
- Publicidad directa en RRSS (custom audience)
- Mensajes personalizados en el Website

Estos flujos de cualificación y conversión son igualmente valiosos en el proceso de Lead Nurturing.

### Cultivo deLeadso Lead Nurturing
La mayor parte de las veces, un potencial comprador no está aún preparado para comprar y necesita tiempo para madurar la decisión. Si la empresa no es capaz de mantener el interés a lo largo del tiempo, es fácil que el lead se enfríe y acabe comprando a otra empresa.

#### Lead Nurturing
Un Lead puede no tomar la decisión de compra inmediatamente, pero requiere un proceso de acompañamiento o Lead Nuturing, para empujarle hacia el embudo de ventas hasta que el equipo de marketing y CRM transfiera el Lead al equipo de ventas. El Lead Nurturing es el proceso de conectar y recualificar a los leads no convertidos inmediatamente, al margen del momento del ciclo de compra en que estén, con el objetivo de ganarle como cliente cuando esté preparado para comprar.
El objetivo del Lead Nurtuting es construir relaciones con los Leads aunque aún no estén preparados para comprar el producto o el servicio. El Lead Nurturing es considerado como un método eficaz para estar en contacto con compradores potenciales, que no están listos para comprar pero consideran hacerlo en el futuro. Con la ayuda de las comunicaciones de Lead Nurturing, las empresas intentan introducirse en la lista de marcas consideradas (consideration set) y en la lista de la compra de los compradores potenciales. Nutrir la relación y entregar valor continuo ayuda a las empresas a aumentar sus ingresos y lograr beneficios más elevados.
El proceso Lead Nurturing (nutrir al Lead) consiste precisamente en acompañar al Lead en su proceso de decisión, dándole información y herramientas que promuevan su confianza en la marca y, no menos importante, que permitan estar en su mente (Top of Mind) hasta que llegue el momento preciso.
Para que el Lead Nurturing funcione, las empresas deben diseñar y entregar contenidos relevantes y específicos (correo electrónico, social media,…) basados en la posición que ocupa el lead en el embudo de conversión. Más aún, es importante que cada empresa ofrezca contenido personalizado y continúe comunicándose hasta que el lead esté preparado para ser transferido a la fuerza comercial.

#### Drip Marketing y Trigger Events
Hay dos tácticas básicas de Lead Nurturing: campañas por goteo o Drip Campaigns y campañas de reacción o Trigger marketing campaigns' Las primeras son una serie de comunicaciones automatizadas, habitualmente por correo electrónico, que son planificadas según intervalos predefinidos. Por su parte las campañas de reacción son iniciadas a partir de la conducta del prospecto; por ejemplo, la conducta de clic en un correo electrónico, una visita a la página web o rellenar un formulario en una página de aterrizaje o Landing Page.
La expresión Drip Campaign proviene de los sistemas de irrigación en la industria agrícola, que riega las cosechas usando pequeñas cantidades de agua durante largos periodos de tiempo. El Drip Marketing implica la planificación de una serie de comunicaciones “por goteo” que son cuidadosamente dirigidas a los Leads que no están preparados para comprar, con la intención de seguir presentes en sus mentes con ayuda de mensajes relevantes para ellos. 
La segunda táctica utilizada en Lead Nurturing es de naturaleza reactiva. Mientras las comunicaciones de Drip Marketing son planificadas siguiendo intervalos de tiempo predeterminados, las campañas de Trigger Events son activadas por acciones del propio Lead. Una visita a la web, un clic en un correo electrónico o rellenar un formulario son acciones que “disparan eventos” de conversión inmediatamente. Es decir, cualquier actividad del Lead indica a las organizaciones que puede haber llegado el momento de la decisión de compra. 
Es típico en estos casos que las acciones de marketing tiendan a subrayar necesidades y provocar una sensación de urgencia (últimas unidades, oferta limitada, promoción 24 horas y similares) A este tipo de mensajes se les denomina “early bird”. Mensajes de bienvenida, comunicaciones post-pedido, correos electrónicos de agradecimiento, confirmaciones de pedido, avisos de caducidad, visitas y acciones en el website, mensajes post-abandono o recordatorios son claros ejemplos de Trigger Events.

### Lead Reporting
Con la ayuda de herramientas de Lead Experience Management, las organizaciones tienen la capacidad de visualizar los embudos de conversión, desde los Leads entrantes hasta los Leads convertidos en venta. 
Son muchos los tipos de informes que se suelen medir en torno a la captación y gestión de Leads. Habitualmente se realiza una medición de Leads generados, cualificados, transferidos, visitados y vendidos, por diferentes variables:
- Por origen
- Por campaña
- Por tipo de solicitud
- Por scoring
- Por producto
- Por mes
- Por área geográfica

Adicionalmente, un informe de Retorno de la Inversión muestra el porcentaje de retorno sobre cada dólar invertido. Este análisis no suele tener en cuenta el valor actual neto (VAN), la tasa de descuento o la tasa de abandono. 
El Lead Experience Management introduce dos novedades relevantes en Lead Reporting.
- Por un lado, la medición de la experiencia es clave en el LEM y se realiza en cada punto de contacto con el Lead, usando un indicador llamado Lead Effort Score (LES), que esencialmente mide el nivel de esfuerzo que supone para el Lead cada una de las interacciones con la marca.
- Por otro lado, la medición del retorno de la inversión se realiza desde el punto de vista de Valor de Vida del Cliente (VVC)'. Es decir, toma tanto los costes e ingresos actuales como los futuros, descontando la tasa de devaluación del dinero a lo largo de la vida media.

Medir el rendimiento de la gestión de los Leads otorga a las empresas valiosos insights acerca de los puntos fuertes y débiles de la estrategia de adquisición, de los gaps que es necesario revisar para mejorar la conversión.
Especialmente interesantes son los embudos de conversión filtrados por las principales variables de análisis, como por ejemplo: campañas, orígenes, tipos de solicitud, etc. Al mismo tiempo toda esta información es procesada cada cierto tiempo para enriquecer los algoritmos de propensión a compra.

## Tecnología de Lead Experience Management
Como en muchos otros campos, la estrategia debe estar apoyada en herramientas y tecnología capaces de llevar a la práctica todos los procesos que implica el LEM. Ahí entra en juego la automatización de marketing.
Un factor de éxito crucial en cualquier proceso de venta es la eficacia con la que los Leads son gestionados. La tecnología juega un papel importante en las ventas, pero muchos programas comerciales no logran sus objetivos debido a ineficiencias derivadas de las herramientas que apoyan la función comercial.
La gestión de Leads normalmente es accionada mediante el uso de herramientas tecnológicas llamadas Sistemas de Gestión de Leads o Sistemas de Automatización de Marketing' Aún hoy existe la necesidad de comprender el impacto de los Sistemas de Gestión de Leads en el rendimiento de ventas así como identificar los drivers principales del éxito. 
La automatización de marketing se basa en técnicas similares a analítica web, recogiendo las conductas de los visitantes en línea (i.e., rutas de navegación y páginas vistas) a través del uso de cookies y direcciones IP. La diferencia con Google Analytics es que los sistemas de automatización de marketing emplean capacidades avanzadas para identificar personas (en lugar de visitantes) y trazar sus conductas en un periodo extendido de tiempo. Estas funciones están limitadas en las herramientas de analítica web. Lógicamente, recoger conductas individuales a lo largo del tiempo requiere que el visitante primero se identifique personalmente completando un formulario en línea.
Un seguimiento meticuloso de los Leads es una parte crucial del proceso de adquisición de clientes. Las organizaciones B2B (business- to-business) invierten aproximadamente entre 30 y 200 euros en cada Lead generado por marketing, mientras que en B2C (business-to-consumer) las empresas invierten entre 2 y 25 euros por Lead generado a través de disciplinas como la publicidad, las campañas web o el marketing de acción.

La automatización de marketing explota estrategias activas y pasivas de aprendizaje sobre los compradores potenciales. 
El aprendizaje activo se refiere a presentar preguntas directas al cliente potencial, mientras que el aprendizaje pasivo requiere que la marca haga inferencias sobre los intereses del Lead, generalmente usando información de pasadas transacciones y datos de navegación.
Otra característica relevante es que la automatización de marketing afecta a la experiencia del Lead mediante interacciones personalizadas y automáticas durante el ciclo de compra. Es más, los hallazgos indican que la automatización de marketing tiene efectos tanto positivos como negativos en la experiencia del Lead. Algunos de los efectos positivos son las interacciones personalizadas y a tiempo, y un aumento de la confianza e intimidad de las relaciones con el Lead. Algunos de los efectos negativos son los riesgos de privacidad y la falta de precisión en los datos obtenidos del Lead.
Más concretamente, la automatización de marketing permite….
- Acceder a contenido interesante y atractivo, i.e. blogs, videos, libros electrónicos, storytelling etc.
- Adaptarse mejor a las preferencias del cliente en productos, servicios y comunicaciones (personalización)
- Mejorar la percepción de la calidad del servicio.
- Aumentar la involucración de la marca durante el proceso de compra
- Diseñar procesos de ventas a medida
- Reducir contactos irrelevantes del departamento de ventas

La automatización de marketing pretende utilizar múltiples fuentes de datos para diseñar comunicaciones en tiempo real para todo tipo de puntos de contacto (e.g. website, apps móviles, correo electrónico, etc.) Las tareas automatizadas pueden incluir: precios personalizados, promociones y flujos de contactos y canales automatizados, adaptados a la fase del ciclo de compra en la que se encuentra cada Lead.
Los datos siguen siendo la base de la automatización de marketing puesto que toda acción automatizada es una respuesta directa a la información existente, nueva y cambiante del Lead. Las decisiones basadas en datos sencillamente son mejores decisiones. Es tan simple como eso. Usar Big Data habilita a los directivos a decidir sobre la base de evidencias en lugar de intuiciones. Por esa razón, tiene el potencial de revolucionar el marketing, Las compañías en el tercio más alto de la industria en el uso de datos para la toma de decisiones son, de media, un 5% más productivas y un 6% más rentables que sus competidoras.
El software de LEM permite a las compañías personalizar la experiencia del Lead. Las organizaciones están empezando a aumentar el nivel de automatización de marketing, a fin de: 
- Cualificar leads de manera consistente
- Priorizar el seguimiento de los leads
- Desarrollar procesos sistemáticos de segmentación y scoring
- Mejorar la automatización y eficiencia de las acciones de marketing
- Crear flujos continuos de leads en sus embudos de conversión
- Cultivar leads con ritmos de maduración más lentos
- Prevenir el abandono de leads en el proceso de venta
- Mejorar la calidad de los datos, el reporting y el targeting.

Hasta el año 2018, sólo algunas compañías punteras han apostado por el Lead Experience Management. Se trata de compañías orientadas al cliente que han invertido en trazabilidad, integración, segmentación y multicanalidad, a fin de dar a sus clientes una experiencia completa. Estas empresas están apostando ya, cada una desde una perspectiva diferente, por el tratamiento personalizado de los Leads con información agregada y enfoque en la experiencia del Lead de cara a optimizar la conversión.

## Estrategias de captación de leads para B2B
En el mundo del lead marketing, y como ya ha quedado claro a lo largo del artículo, hay que distinguir el tipo de público objetivo. Existen multitud de ellos, pero quizás los más representativos son dos: B2C (Business to customer) y B2B (Business to business). La diferencia radica básicamente en dirigirse a un público objetivo particular como compradores individuales, o profesional, como empresas y grandes compañías.
En este segundo caso, la experiencia de adquisición, tratamiento y cualificación de los leads debe basarse en estrategias muy concretas. Existen herramientas que han demostrado su solvencia al respecto, como por ejemplo la realización de eventos en línea, webinars o "demos". Se trata de una estrategia muy efectiva, dirigida a crear y convertir leads calientes con intención directa de compra.
También existen otras estrategias igualmente efectivas como el marketing en Linkedin, una red social orientada al mundo profesional. Todas las grandes empresas con estrategias de marketing B2B bien construidas, conocen y trabajan el marketing en línea a través del aumento de la  visibilidad en Linkedin, tanto de sus perfiles profesionales como de los perfiles personales de los diversos integrantes de los equipos.